# Naka-no-ura
Naka-no-ura är en vik i Antarktis. Den ligger i Östantarktis. Norge gör anspråk på området.